# هيرب غولدبرغ
هيرب غولدبرغ (بالإنجليزية: Herb Goldberg)‏ هو كاتب وعالم نفس أمريكي، ولد في 14 يوليو 1937.